# Порту-Тромбетас
Порту-Тромбетас (порт.-браз. Porto Trombetas) — гігантське латеритне родовище гібситових бокситів в штаті Пара, Бразилія.

## Характеристика
Загальні запаси 1700 млн т, підтверджені — 800 млн т.

## Технологія розробки
Родовище розташоване близько від земної поверхні і відпрацьовуються відкритим способом.